# Un mari de trop (téléfilm)
Pour les articles homonymes, voir Un mari de trop.
Pour plus de détails, voir Fiche technique et Distribution.
Un mari de trop est un téléfilm franco-belge réalisé par Louis Choquette.

## Synopsis
« À 28 ans seulement, Stéphanie Vasseur pense avoir réalisé tous ses rêves. Elle vient d'être nommée rédactrice en chef de GLAM, un prestigieux magazine de mode, et le charmant Grégoire de Rougemont, avocat de bonne famille, la demande en mariage. Le seul hic : Stéphanie a menti sur ses origines modestes pour en arriver là et… elle est toujours mariée à Alex, son amour de jeunesse ! De retour à Calais, face à son mari, sa famille, ses racines, Stéphanie commence à douter de ses choix de vie… »

## Informations
- Le tournage a commencé le 20 mai et s'est terminé le 20 juin 2010[2].
- Le rôle du personnage principal est tenu par la chanteuse Lorie qui apparait sous le pseudonyme de Lorie Pester (son vrai nom Laure Pester) au générique du film, c'est son second rôle en tant qu'actrice, après le téléfilm De feu et de glace.
- Le téléfilm a été sélectionné lors du festival de la fiction TV de La Rochelle[3].
- Pour la promotion du téléfilm, un blog a été mis en place dans lequel le personnage principal, Stéphanie Vasseur, poste des articles à propos de son travail pour le magazine Glam[4].
- Le téléfilm est une transposition française du film américain Fashion victime avec Reese Witherspoon.

### Premières diffusions
| Pays     | Chaîne diffusant | Date de diffusion | Audiences          |
| -------- | ---------------- | ----------------- | ------------------ |
| Belgique | La Une           | 4 octobre 2010    | 325 296 (17,4 %)   |
| Suisse   | TSR1             | 5 octobre 2010    | —                  |
| France   | TF1              | 11 octobre 2010   | 7 415 000 (29,9 %) |

## Fiche technique
- Titre : Un mari de trop
- Titre original : Mensonges, dentelles et pommes d'amour, puis M comme mensonges
- Réalisation : Louis Choquette
- Musique du film : Thibault Chenaille et Antoine Vidal
- Scénario, adaptation et dialogues : Joyce Buñuel et Samantha Mazeras
- Sociétés de production : LMD2 Productions, Made in PM et TF1
- Pays d'origine :  France et  Belgique
- Langue : français
- Genre : Comédie romantique
- Durée : 90 minutes
- Dates de diffusion : 
  - 5 octobre 2010 sur TSR1
  - 11 octobre 2010 sur TF1

## Distribution
- Lorie Pester : Stéphanie Vasseur
- Alexandre Varga : Grégoire de Rougemont
- Philippe Bas : Alex
- Alain Delon : Maxime de Rougemont
- Jean-Luc Bideau : Alfred Lempereur
- Cyrielle Clair : Victoire Altmeyer
- Scali Delpeyrat : Fausto Capelli
- Marie Boissard : Jocelyne Vasseur
- Valérie Decobert Koretzky : Nathalie Vasseur
- Vincent Nemeth : Paul Vasseur
- Bruno Flender : Bouboule
- Cyril Dubreuil : Nico
- Jean-Baptiste Shelmerdine : Stagiaire cabinet
- Franck Adrien : Avocat Alfred
- Anne Cart : Assistante Stéphanie
- Audrey Hamm : Copine d'Alex
- Mauricette Laurence : Tata Marcelle
- Leslie Coutterand, Olivier Valverde et Jean-Louis Andrieux : Pigistes
- Martine Borg : Madeleine
- Jean-Georges Brunet : Monsieur le maire
- Laurent Bruzon : Le maître d'hôtel
- Karine Ventalon : Hôtesse mairie
- Alexandra Michel et Rémy Gence : Agents immobiliers
- Eric Galienne : Le cocher
- Élodie Hachet et Cédric Maruani : Employés service icono
- Marie-Sophie Lefort et Marie-Caroline Lefort : Standardistes Glam